# 136部隊
136部隊（英語：Force 136）是英国在1941年第二次世界大战期间组建的特別行動執行處在远东的分支机构，负责人为科林·麦肯锡。该组织的建立是为了鼓励当地人进行抗日活动并对当地日军展开破坏活动。知名人物有林谋盛。